# 니컬러스 브리텔
니컬러스 브리텔(영어: Nicholas Britell, 1980년 ~ )는 미국의 작곡가, 영화 프로듀서이다. 영화 《노예 12년》(2013), 《빅쇼트》(2015)에서 사운드트랙을 작업했다.

## OST 담당 영화
| 연도 | 제목                 | 감독          | 비고             |
| ---- | -------------------- | ------------- | ---------------- |
| 2009 | 뉴욕, 아이 러브 유   | 스콧 워커     |                  |
| 2013 | 노예 12년            | 스티브 매퀸   | 한스 짐머의 보조 |
| 2015 | 사랑과 어둠의 이야기 | 내털리 포트먼 |                  |
| 2015 | 빅쇼트               | 애덤 매케이   |                  |